# Temporada 2013-2014 de l'EC Granollers
Després de dues temporades com a segon entrenador, Raül Matito s'estrena com a primer mister de l'Esport Club Granollers i aconsegueix dirigir la nau cap a bon port, amb una espectacular ratxa d'onze partits imbatut que només es trencarà en el partit clau de la 27a jornada contra el CE Sabadell FC B, en la lluita pel lloc de promoció a Tercera Divisió. La derrota al Municipal de Ca n'Oriac deixa pràcticament despenjat l'equip del possible ascens, la moral cau en picat, i ja no es guanya cap partit d'aquí al final. En les darreres 9 jornades l'Esport Club encaixa la meitat dels gols en contra. En l'aspecte positiu cal destacar el pitxitxi assolit per Marc Masip (18 gols) i l'ascens de categoria de l'Infantil C i el Cadet A.

## Fets destacats
2013
- 10 d'octubre: se celebra el Partit del Centenari davant la selecció catalana amateur,[4] partit que també serveix d'homenatge a l'exjugador del club Àlex Delmàs, integrant de l'equip que va assolir el playoff d'ascens a Segona Divisió B la temporada 2003-2004.[5][6][7][8]

2014
- 24 de març: mor Jordi Escalé, exdavanter del club a la dècada dels 80.

## Plantilla
| Núm. | Pos. |           | Jugador                           | Procedència                 | Temporada |
| ---- | ---- | --------- | --------------------------------- | --------------------------- | --------- |
|      | POR  | Catalunya | Joan Antoni Cañadas Pesquera      | CE Manresa                  | 2013-2014 |
|      | POR  | Catalunya | Alejandro Fuentes Mendoza         | FC Cardedeu                 | 2013-2014 |
|      | POR  | Catalunya | Joan Muñoz Oliver                 | CE Europa B                 | 2013-2014 |
|      | DEF  | Catalunya | David Charcos Gastón              | Palamós CF                  | 2010-2011 |
|      | DEF  | Catalunya | Roger Bellavista Fortuny          | UE Vic                      | 2010-2011 |
|      | DEF  | Catalunya | Aleix Pinadella Bernabéu          | CF Badalona juvenil         | 2010-2011 |
|      | DEF  | Catalunya | Gerard García Benéitez            | CE Mataró                   | 2012-2013 |
|      | DEF  | Catalunya | David Durán Fuentes               | CF Ripollet                 | 2013-2014 |
|      | DEF  | Catalunya | Gerard Font López                 | CF Damm                     | 2013-2014 |
|      | DEF  | Catalunya | Sergi Valls Buiza                 | Palamós CF                  | 2013-2014 |
|      | DEF  | Mali      | Mamadou Diakhite Danfakha         | CE Mataró juvenil           | 2013-2014 |
|      | DEF  | Catalunya | Cristian Guerrero Aranda          | EE Guineueta                | 2013-2014 |
|      | DEF  | Catalunya | Martí Mas Pérez                   | juvenil                     | 2013-2014 |
|      | DEF  | Catalunya | Àlex Tirado Mateu                 | juvenil                     | 2013-2014 |
|      | MIG  | Catalunya | Oriol Vila Martí                  | UE Vilassar de Mar          | 2008-2009 |
|      | MIG  | Catalunya | David García Aguilar              | CF Les Franqueses           | 2011-2012 |
|      | MIG  | Catalunya | David Matito Pérez                | FC Palafrugell              | 2011-2012 |
|      | MIG  | Catalunya | Alejandro Serrano García 'Jandro' | FPE Mataró                  | 2012-2013 |
|      | MIG  | Catalunya | Ivan García Rodríguez             | UE Llagostera B             | 2012-2013 |
|      | MIG  | Catalunya | Oriol 'Uri' Sala Hernández        | CF Montañesa                | 2012-2013 |
|      | MIG  | Catalunya | Àlex Gil Salas                    | CF Mollet UE                | 2013-2014 |
|      | MIG  | Senegal   | Ousmane Seydi                     | AE Josep Maria Gené juvenil | 2013-2014 |
|      | MIG  | Catalunya | Lars Carrillo Angrill             | juvenil                     | 2013-2014 |
|      | MIG  | Guinea    | Aboubacar Sylla 'Buba'            | juvenil                     | 2013-2014 |
|      | DAV  | Catalunya | Eduard Cosme Bruy                 | CP San Cristóbal            | 2011-2012 |
|      | DAV  | Catalunya | Joan Sierra Pujolàs               | juvenil                     | 2012-2013 |
|      | DAV  | Catalunya | Diego Novo Bruña                  | CF Mollet UE                | 2013-2014 |
|      | DAV  | Catalunya | Marc Masip Montaner               | CFP Sant Pere Molanta       | 2013-2014 |
|      | DAV  | Catalunya | Èric Llanes Oña                   | Hellín Deportivo            | 2013-2014 |
|      | DAV  | Catalunya | David Cabezuelo Baroja 'Cabe'     | juvenil                     | 2013-2014 |
|      | DAV  | Guinea    | Ismaila Balde 'Iso'               | juvenil                     | 2013-2014 |
|      | DAV  | Senegal   | Arafan Kondjira                   | juvenil                     | 2013-2014 |

Altres jugadors utilitzats a la pretemporada: Marcel Josep Galera Corbera, Marc Lucas Bueno, Pol Vallespí Fenollosa, Jorge Luis; Raúl Díaz (partit del centenari). 

Llegenda:  ·   Capità  ·   Juvenil  ·   Lesionat  ·   Altes  ·   Passaport europeu  ·   Extracomunitari  ·   Extracomunitari sense restricció
| Baixes 2012-2013                      | Destinació             |
| Sergio Rivademar Martínez             | UE Sants               |
| Albert Matamala Font                  | FC Cardedeu            |
| Cristian Cifuentes Ferrer             | CD Masnou              |
| Raimon Raga Murtra 'Rai'              | FC Cardedeu            |
| Àngel Guijarro Bruguera               | FC Cardedeu            |
| Àlex Merlatti Barrero                 | estudis                |
| Sergi Boter Itchart                   | UDA Gramenet B         |
| Gerard Enrich Cañellas                | CD Masnou              |
| Martí Batlle Agustí                   | CF Vilanova del Vallès |
| Carlos Miguel Jiménez Gonzales-Mohíno | CF Vilanova del Vallès |

| Baixes 2013-2014            | Destinació                   |
| Marcel Josep Galera Corbera | WaiBOP United (octubre 2013) |
| Marc Lucas Bueno            | FC Cardedeu                  |
| Pol Vallespí Fenollosa      | CF Vilanova del Vallès       |
| Ernest Conesa Rodríguez     | estudis                      |
| Jordi Ganduxé Soto          | CE Llerona                   |
| Èric Llanes Oña             | Hellín Deportivo             |
| Joan Sierra Pujolàs         | CE Llerona                   |
| Gerard García Benéitez      | CE Olímpic Can Fatjó         |
| David García Aguilar        | CF Les Franqueses            |
| Ousmane Seydi               | CCD Turó de la Peira         |

| Jornades | 01 | 02 | 03 | 04 | 05 | 06 | 07 | 08 | 09 | 10 | 11 | 12 | 13 | 14 | 15 | 16 | 17 | 18 | 19 | 20 | 22 | 23 | 24 | 25 | 26 | 27 | 28 | 29 | 21 | 30 | 31 | 32 | 33 | 34 | Sumatoris       | PJ              | GM | GE | TG  | TV |
| --- | --- | --- | --- | --- | --- | --- | --- | --- | --- | --- | --- | --- | --- | --- | --- | --- | --- | --- | --- | --- | --- | --- | --- | --- | --- | --- | --- | --- | --- | --- | --- | --- | --- | --- | --------------- | --------------- | -- | -- | --- | -- |
| Jandro | T | T | T | T | T | T | S | T | S | T | T | | T | T | T | T | T | T | T | S | S | T | T | S | T | T | T | S | T | S | S | S | T | T | Jandro          | 33              | 4  |    | 9   |    |
| Masip | E | T | S | S | S | T | E | S | S | T | S | E | T | T | T | S | S | T | S | S | T | T | T | S | T | T | | S | T | T | | E | S | S | Masip           | 32              | 18 |    | 7   |    |
| Oriol Vila | T | T | T | | S | S | S | T | T | S | T | T | S | S | S | S | T | | T | S | T | T | S | T | S | T | T | | S | T | T | T | T | T | Oriol Vila      | 31              | 4  |    | 13  | 1  |
| Edu Cosme | E | T | T | S | | S | S | T | T | S | S | | S | E | | E | E | T | T | T | S | T | E | T | E | T | T | T | E | T | T | S | T | T | Edu Cosme       | 31              | 2  |    | 9   |    |
| Ivan García | S | S | S | S | S | S | E | | | E | E | T | S | E | E | | S | S | E | E | E | E | S | E | E | S | S | S | S | T | T | | S | E | Ivan García     | 30              | 3  |    | 11  | 1  |
| Cañadas | T | T | | | T | T | | | T | T | T | T | T | T | T | T | T | T | T | T | T | T | T | T | T | T | T | T | T | T | T | | T | T | Cañadas         | 29              |    | 43 | 1   |    |
| David Matito | | | | | E | E | S | E | E | E | S | T | E | T | S | S | S | S | S | S | S | S | | E | S | E | | T | S | T | T | T | | S | David Matito    | 27              | 4  |    | 6   |    |
| Font | T | T | T | S | T | T | T | | T | T | T | T | T | E | S | | | E | T | T | T | T | T | T | | T | | T | S | | | | S | T | Font            | 26              | 1  |    | 8   | 2  |
| Àlex Gil | T | T | | S | S | T | T | S | S | S | | | | S | S | T | | E | S | S | S | S | T | S | S | T | T | | S | T | S | | | | Àlex Gil        | 25              | 7  |    | 11  | 2  |
| Durán | | | T | T | T | | T | T | T | T | T | T | T | | S | T | T | T | T | T | S | T | S | T | T | | T | T | | T | T | | | | Durán           | 25              |    |    | 11  | 3  |
| Diego Novo | | | | E | E | E | T | S | T | T | T | T | T | T | T | T | T | S | | | | E | E | S | T | | | | | | T | S | | T | Diego Novo      | 22              | 11 |    | 2   |    |
| Bellavista | S | | | | | | T | T | T | T | | | T | S | | | T | T | T | | T | | E | E | T | T | S | T | T | | E | T | T | T | Bellavista      | 22              | 2  |    | 11  | 1  |
| Pinadella | T | T | T | T | T | T | | T | T | S | T | T | | T | T | T | | | S | T | T | T | S | | | S | | | | | | | S | S | Pinadella       | 22              |    |    | 10  | 1  |
| Valls | | | | | | | | | | E | T | T | T | T | T | T | T | T | E | T | | | E | T | T | | S | T | T | T | S | T | | T | Valls           | 21              | 1  |    | 8   | 1  |
| Uri Sala | S | | S | E | S | | | E | E | | E | S | E | | E | E | E | E | E | E | E | E | S | | | | | | | | | | | | Uri Sala        | 18              | 1  |    | 3   |    |
| David García | T | T | T | T | T | T | E | T | | E | | S | | S | E | T | T | S | | E | | | | | | | | | | | | | | | David García    | 16              | 1  |    | 7   |    |
| Cris | | | | | | | | | | | | | | | | | | | | E | E | S | T | T | T | T | T | T | T | T | T | T | T | E | Cris            | 15              |    |    | 3   |    |
| Seydi | | | | | | | | | | | | | | | E | E | E | E | E | E | E | | | | E | E | S | E | E | | | | | | Seydi           | 12              |    |    |     |    |
| Gerard García | ES | T | E | T | E | S | E | E | | | E | | E | E | | | | | | | | | | | | | | | | | | | | | Gerard García   | 11              |    |    | 2   |    |
| Mamadou | E | E | | E | | E | T | | | | | | | | | | | | | | | | | | | | | | E | | E | S | E | | Mamadou         | 9               |    |    | 2   |    |
| Cabe | | | | | | | | | | | | | | | | | | | | | | | | | | | E | E | E | E | E | E | T | E | Cabe            | 8               |    |    |     |    |
| Lars | | | | | | | | | | | | | | | | | | | | | | | | | | | E | E | E | | | E | E | | Lars            | 5               | 1  |    | 1   |    |
| Charcos | | | | | | | | | E | | | | | | E | | | | | | E | | E | ES | | | | | | | | | | | Charcos         | 5               |    |    |     |    |
| Èric | S | | E | E | E | E | | | | | | | | | | | | | | | | | | | | | | | | | | | | | Èric            | 5               |    |    |     |    |
| Sierra | E | | E | E | E | | | | | | | E | | | | | | | | | | | | | | | | | | | | | | | Sierra          | 5               |    |    |     |    |
| Fuentes | | | T | T | | | T | T | | | | | | | | | | | | | | | | | | | | | | | | | | | Fuentes         | 4               |    | 3  | 1   |    |
| Mas | | | | | | | | | | | | | | | | | | | | | | | | | | | | | | | | T | E | | Mas             | 2               |    |    |     |    |
| Tirado | | | | | | | | | | | | | | | | | | | | | | | | | | | E | | | | | | | | Tirado          | 1               |    |    |     |    |
| Buba | | | | | | | | | | | | | | | | | | | | | | | | | | | E | | | | | | | | Buba            | 1               |    |    |     |    |
| Iso | | | | | | | | | | | | | | | | | | | | | | | | | | | | | | | | E | | | Iso             | 1               |    |    |     |    |
| Arafan | | | | | | | | | | | | | | | | | | | | | | | | | | | | | | | | | E | | Arafan          | 1               |    |    |     |    |
| Joan Muñoz | | | | | | | | | | | | | | | | | | | | | | | | | | | | | | | | T | | | Joan Muñoz      | 1               |    | 2  |     |    |
| T:titular, S:surt, E:entra, ES:entra i surt, PJ:partits jugats, GM:gols marcats, GE:gols encaixats, TG:targetes grogues, TV:targetes vermelles \| groga \| groga + groga \| groga + vermella \| vermella \| sanció \| lesió \| baixa \| | T:titular, S:surt, E:entra, ES:entra i surt, PJ:partits jugats, GM:gols marcats, GE:gols encaixats, TG:targetes grogues, TV:targetes vermelles \| groga \| groga + groga \| groga + vermella \| vermella \| sanció \| lesió \| baixa \| | T:titular, S:surt, E:entra, ES:entra i surt, PJ:partits jugats, GM:gols marcats, GE:gols encaixats, TG:targetes grogues, TV:targetes vermelles \| groga \| groga + groga \| groga + vermella \| vermella \| sanció \| lesió \| baixa \| | T:titular, S:surt, E:entra, ES:entra i surt, PJ:partits jugats, GM:gols marcats, GE:gols encaixats, TG:targetes grogues, TV:targetes vermelles \| groga \| groga + groga \| groga + vermella \| vermella \| sanció \| lesió \| baixa \| | T:titular, S:surt, E:entra, ES:entra i surt, PJ:partits jugats, GM:gols marcats, GE:gols encaixats, TG:targetes grogues, TV:targetes vermelles \| groga \| groga + groga \| groga + vermella \| vermella \| sanció \| lesió \| baixa \| | T:titular, S:surt, E:entra, ES:entra i surt, PJ:partits jugats, GM:gols marcats, GE:gols encaixats, TG:targetes grogues, TV:targetes vermelles \| groga \| groga + groga \| groga + vermella \| vermella \| sanció \| lesió \| baixa \| | T:titular, S:surt, E:entra, ES:entra i surt, PJ:partits jugats, GM:gols marcats, GE:gols encaixats, TG:targetes grogues, TV:targetes vermelles \| groga \| groga + groga \| groga + vermella \| vermella \| sanció \| lesió \| baixa \| | T:titular, S:surt, E:entra, ES:entra i surt, PJ:partits jugats, GM:gols marcats, GE:gols encaixats, TG:targetes grogues, TV:targetes vermelles \| groga \| groga + groga \| groga + vermella \| vermella \| sanció \| lesió \| baixa \| | T:titular, S:surt, E:entra, ES:entra i surt, PJ:partits jugats, GM:gols marcats, GE:gols encaixats, TG:targetes grogues, TV:targetes vermelles \| groga \| groga + groga \| groga + vermella \| vermella \| sanció \| lesió \| baixa \| | T:titular, S:surt, E:entra, ES:entra i surt, PJ:partits jugats, GM:gols marcats, GE:gols encaixats, TG:targetes grogues, TV:targetes vermelles \| groga \| groga + groga \| groga + vermella \| vermella \| sanció \| lesió \| baixa \| | T:titular, S:surt, E:entra, ES:entra i surt, PJ:partits jugats, GM:gols marcats, GE:gols encaixats, TG:targetes grogues, TV:targetes vermelles \| groga \| groga + groga \| groga + vermella \| vermella \| sanció \| lesió \| baixa \| | T:titular, S:surt, E:entra, ES:entra i surt, PJ:partits jugats, GM:gols marcats, GE:gols encaixats, TG:targetes grogues, TV:targetes vermelles \| groga \| groga + groga \| groga + vermella \| vermella \| sanció \| lesió \| baixa \| | T:titular, S:surt, E:entra, ES:entra i surt, PJ:partits jugats, GM:gols marcats, GE:gols encaixats, TG:targetes grogues, TV:targetes vermelles \| groga \| groga + groga \| groga + vermella \| vermella \| sanció \| lesió \| baixa \| | T:titular, S:surt, E:entra, ES:entra i surt, PJ:partits jugats, GM:gols marcats, GE:gols encaixats, TG:targetes grogues, TV:targetes vermelles \| groga \| groga + groga \| groga + vermella \| vermella \| sanció \| lesió \| baixa \| | T:titular, S:surt, E:entra, ES:entra i surt, PJ:partits jugats, GM:gols marcats, GE:gols encaixats, TG:targetes grogues, TV:targetes vermelles \| groga \| groga + groga \| groga + vermella \| vermella \| sanció \| lesió \| baixa \| | T:titular, S:surt, E:entra, ES:entra i surt, PJ:partits jugats, GM:gols marcats, GE:gols encaixats, TG:targetes grogues, TV:targetes vermelles \| groga \| groga + groga \| groga + vermella \| vermella \| sanció \| lesió \| baixa \| | T:titular, S:surt, E:entra, ES:entra i surt, PJ:partits jugats, GM:gols marcats, GE:gols encaixats, TG:targetes grogues, TV:targetes vermelles \| groga \| groga + groga \| groga + vermella \| vermella \| sanció \| lesió \| baixa \| | T:titular, S:surt, E:entra, ES:entra i surt, PJ:partits jugats, GM:gols marcats, GE:gols encaixats, TG:targetes grogues, TV:targetes vermelles \| groga \| groga + groga \| groga + vermella \| vermella \| sanció \| lesió \| baixa \| | T:titular, S:surt, E:entra, ES:entra i surt, PJ:partits jugats, GM:gols marcats, GE:gols encaixats, TG:targetes grogues, TV:targetes vermelles \| groga \| groga + groga \| groga + vermella \| vermella \| sanció \| lesió \| baixa \| | T:titular, S:surt, E:entra, ES:entra i surt, PJ:partits jugats, GM:gols marcats, GE:gols encaixats, TG:targetes grogues, TV:targetes vermelles \| groga \| groga + groga \| groga + vermella \| vermella \| sanció \| lesió \| baixa \| | T:titular, S:surt, E:entra, ES:entra i surt, PJ:partits jugats, GM:gols marcats, GE:gols encaixats, TG:targetes grogues, TV:targetes vermelles \| groga \| groga + groga \| groga + vermella \| vermella \| sanció \| lesió \| baixa \| | T:titular, S:surt, E:entra, ES:entra i surt, PJ:partits jugats, GM:gols marcats, GE:gols encaixats, TG:targetes grogues, TV:targetes vermelles \| groga \| groga + groga \| groga + vermella \| vermella \| sanció \| lesió \| baixa \| | T:titular, S:surt, E:entra, ES:entra i surt, PJ:partits jugats, GM:gols marcats, GE:gols encaixats, TG:targetes grogues, TV:targetes vermelles \| groga \| groga + groga \| groga + vermella \| vermella \| sanció \| lesió \| baixa \| | T:titular, S:surt, E:entra, ES:entra i surt, PJ:partits jugats, GM:gols marcats, GE:gols encaixats, TG:targetes grogues, TV:targetes vermelles \| groga \| groga + groga \| groga + vermella \| vermella \| sanció \| lesió \| baixa \| | T:titular, S:surt, E:entra, ES:entra i surt, PJ:partits jugats, GM:gols marcats, GE:gols encaixats, TG:targetes grogues, TV:targetes vermelles \| groga \| groga + groga \| groga + vermella \| vermella \| sanció \| lesió \| baixa \| | T:titular, S:surt, E:entra, ES:entra i surt, PJ:partits jugats, GM:gols marcats, GE:gols encaixats, TG:targetes grogues, TV:targetes vermelles \| groga \| groga + groga \| groga + vermella \| vermella \| sanció \| lesió \| baixa \| | T:titular, S:surt, E:entra, ES:entra i surt, PJ:partits jugats, GM:gols marcats, GE:gols encaixats, TG:targetes grogues, TV:targetes vermelles \| groga \| groga + groga \| groga + vermella \| vermella \| sanció \| lesió \| baixa \| | T:titular, S:surt, E:entra, ES:entra i surt, PJ:partits jugats, GM:gols marcats, GE:gols encaixats, TG:targetes grogues, TV:targetes vermelles \| groga \| groga + groga \| groga + vermella \| vermella \| sanció \| lesió \| baixa \| | T:titular, S:surt, E:entra, ES:entra i surt, PJ:partits jugats, GM:gols marcats, GE:gols encaixats, TG:targetes grogues, TV:targetes vermelles \| groga \| groga + groga \| groga + vermella \| vermella \| sanció \| lesió \| baixa \| | T:titular, S:surt, E:entra, ES:entra i surt, PJ:partits jugats, GM:gols marcats, GE:gols encaixats, TG:targetes grogues, TV:targetes vermelles \| groga \| groga + groga \| groga + vermella \| vermella \| sanció \| lesió \| baixa \| | T:titular, S:surt, E:entra, ES:entra i surt, PJ:partits jugats, GM:gols marcats, GE:gols encaixats, TG:targetes grogues, TV:targetes vermelles \| groga \| groga + groga \| groga + vermella \| vermella \| sanció \| lesió \| baixa \| | T:titular, S:surt, E:entra, ES:entra i surt, PJ:partits jugats, GM:gols marcats, GE:gols encaixats, TG:targetes grogues, TV:targetes vermelles \| groga \| groga + groga \| groga + vermella \| vermella \| sanció \| lesió \| baixa \| | T:titular, S:surt, E:entra, ES:entra i surt, PJ:partits jugats, GM:gols marcats, GE:gols encaixats, TG:targetes grogues, TV:targetes vermelles \| groga \| groga + groga \| groga + vermella \| vermella \| sanció \| lesió \| baixa \| | T:titular, S:surt, E:entra, ES:entra i surt, PJ:partits jugats, GM:gols marcats, GE:gols encaixats, TG:targetes grogues, TV:targetes vermelles \| groga \| groga + groga \| groga + vermella \| vermella \| sanció \| lesió \| baixa \| | T:titular, S:surt, E:entra, ES:entra i surt, PJ:partits jugats, GM:gols marcats, GE:gols encaixats, TG:targetes grogues, TV:targetes vermelles \| groga \| groga + groga \| groga + vermella \| vermella \| sanció \| lesió \| baixa \| | En pròpia porta | En pròpia porta |    |    |     |    |
| T:titular, S:surt, E:entra, ES:entra i surt, PJ:partits jugats, GM:gols marcats, GE:gols encaixats, TG:targetes grogues, TV:targetes vermelles \| groga \| groga + groga \| groga + vermella \| vermella \| sanció \| lesió \| baixa \| | T:titular, S:surt, E:entra, ES:entra i surt, PJ:partits jugats, GM:gols marcats, GE:gols encaixats, TG:targetes grogues, TV:targetes vermelles \| groga \| groga + groga \| groga + vermella \| vermella \| sanció \| lesió \| baixa \| | T:titular, S:surt, E:entra, ES:entra i surt, PJ:partits jugats, GM:gols marcats, GE:gols encaixats, TG:targetes grogues, TV:targetes vermelles \| groga \| groga + groga \| groga + vermella \| vermella \| sanció \| lesió \| baixa \| | T:titular, S:surt, E:entra, ES:entra i surt, PJ:partits jugats, GM:gols marcats, GE:gols encaixats, TG:targetes grogues, TV:targetes vermelles \| groga \| groga + groga \| groga + vermella \| vermella \| sanció \| lesió \| baixa \| | T:titular, S:surt, E:entra, ES:entra i surt, PJ:partits jugats, GM:gols marcats, GE:gols encaixats, TG:targetes grogues, TV:targetes vermelles \| groga \| groga + groga \| groga + vermella \| vermella \| sanció \| lesió \| baixa \| | T:titular, S:surt, E:entra, ES:entra i surt, PJ:partits jugats, GM:gols marcats, GE:gols encaixats, TG:targetes grogues, TV:targetes vermelles \| groga \| groga + groga \| groga + vermella \| vermella \| sanció \| lesió \| baixa \| | T:titular, S:surt, E:entra, ES:entra i surt, PJ:partits jugats, GM:gols marcats, GE:gols encaixats, TG:targetes grogues, TV:targetes vermelles \| groga \| groga + groga \| groga + vermella \| vermella \| sanció \| lesió \| baixa \| | T:titular, S:surt, E:entra, ES:entra i surt, PJ:partits jugats, GM:gols marcats, GE:gols encaixats, TG:targetes grogues, TV:targetes vermelles \| groga \| groga + groga \| groga + vermella \| vermella \| sanció \| lesió \| baixa \| | T:titular, S:surt, E:entra, ES:entra i surt, PJ:partits jugats, GM:gols marcats, GE:gols encaixats, TG:targetes grogues, TV:targetes vermelles \| groga \| groga + groga \| groga + vermella \| vermella \| sanció \| lesió \| baixa \| | T:titular, S:surt, E:entra, ES:entra i surt, PJ:partits jugats, GM:gols marcats, GE:gols encaixats, TG:targetes grogues, TV:targetes vermelles \| groga \| groga + groga \| groga + vermella \| vermella \| sanció \| lesió \| baixa \| | T:titular, S:surt, E:entra, ES:entra i surt, PJ:partits jugats, GM:gols marcats, GE:gols encaixats, TG:targetes grogues, TV:targetes vermelles \| groga \| groga + groga \| groga + vermella \| vermella \| sanció \| lesió \| baixa \| | T:titular, S:surt, E:entra, ES:entra i surt, PJ:partits jugats, GM:gols marcats, GE:gols encaixats, TG:targetes grogues, TV:targetes vermelles \| groga \| groga + groga \| groga + vermella \| vermella \| sanció \| lesió \| baixa \| | T:titular, S:surt, E:entra, ES:entra i surt, PJ:partits jugats, GM:gols marcats, GE:gols encaixats, TG:targetes grogues, TV:targetes vermelles \| groga \| groga + groga \| groga + vermella \| vermella \| sanció \| lesió \| baixa \| | T:titular, S:surt, E:entra, ES:entra i surt, PJ:partits jugats, GM:gols marcats, GE:gols encaixats, TG:targetes grogues, TV:targetes vermelles \| groga \| groga + groga \| groga + vermella \| vermella \| sanció \| lesió \| baixa \| | T:titular, S:surt, E:entra, ES:entra i surt, PJ:partits jugats, GM:gols marcats, GE:gols encaixats, TG:targetes grogues, TV:targetes vermelles \| groga \| groga + groga \| groga + vermella \| vermella \| sanció \| lesió \| baixa \| | T:titular, S:surt, E:entra, ES:entra i surt, PJ:partits jugats, GM:gols marcats, GE:gols encaixats, TG:targetes grogues, TV:targetes vermelles \| groga \| groga + groga \| groga + vermella \| vermella \| sanció \| lesió \| baixa \| | T:titular, S:surt, E:entra, ES:entra i surt, PJ:partits jugats, GM:gols marcats, GE:gols encaixats, TG:targetes grogues, TV:targetes vermelles \| groga \| groga + groga \| groga + vermella \| vermella \| sanció \| lesió \| baixa \| | T:titular, S:surt, E:entra, ES:entra i surt, PJ:partits jugats, GM:gols marcats, GE:gols encaixats, TG:targetes grogues, TV:targetes vermelles \| groga \| groga + groga \| groga + vermella \| vermella \| sanció \| lesió \| baixa \| | T:titular, S:surt, E:entra, ES:entra i surt, PJ:partits jugats, GM:gols marcats, GE:gols encaixats, TG:targetes grogues, TV:targetes vermelles \| groga \| groga + groga \| groga + vermella \| vermella \| sanció \| lesió \| baixa \| | T:titular, S:surt, E:entra, ES:entra i surt, PJ:partits jugats, GM:gols marcats, GE:gols encaixats, TG:targetes grogues, TV:targetes vermelles \| groga \| groga + groga \| groga + vermella \| vermella \| sanció \| lesió \| baixa \| | T:titular, S:surt, E:entra, ES:entra i surt, PJ:partits jugats, GM:gols marcats, GE:gols encaixats, TG:targetes grogues, TV:targetes vermelles \| groga \| groga + groga \| groga + vermella \| vermella \| sanció \| lesió \| baixa \| | T:titular, S:surt, E:entra, ES:entra i surt, PJ:partits jugats, GM:gols marcats, GE:gols encaixats, TG:targetes grogues, TV:targetes vermelles \| groga \| groga + groga \| groga + vermella \| vermella \| sanció \| lesió \| baixa \| | T:titular, S:surt, E:entra, ES:entra i surt, PJ:partits jugats, GM:gols marcats, GE:gols encaixats, TG:targetes grogues, TV:targetes vermelles \| groga \| groga + groga \| groga + vermella \| vermella \| sanció \| lesió \| baixa \| | T:titular, S:surt, E:entra, ES:entra i surt, PJ:partits jugats, GM:gols marcats, GE:gols encaixats, TG:targetes grogues, TV:targetes vermelles \| groga \| groga + groga \| groga + vermella \| vermella \| sanció \| lesió \| baixa \| | T:titular, S:surt, E:entra, ES:entra i surt, PJ:partits jugats, GM:gols marcats, GE:gols encaixats, TG:targetes grogues, TV:targetes vermelles \| groga \| groga + groga \| groga + vermella \| vermella \| sanció \| lesió \| baixa \| | T:titular, S:surt, E:entra, ES:entra i surt, PJ:partits jugats, GM:gols marcats, GE:gols encaixats, TG:targetes grogues, TV:targetes vermelles \| groga \| groga + groga \| groga + vermella \| vermella \| sanció \| lesió \| baixa \| | T:titular, S:surt, E:entra, ES:entra i surt, PJ:partits jugats, GM:gols marcats, GE:gols encaixats, TG:targetes grogues, TV:targetes vermelles \| groga \| groga + groga \| groga + vermella \| vermella \| sanció \| lesió \| baixa \| | T:titular, S:surt, E:entra, ES:entra i surt, PJ:partits jugats, GM:gols marcats, GE:gols encaixats, TG:targetes grogues, TV:targetes vermelles \| groga \| groga + groga \| groga + vermella \| vermella \| sanció \| lesió \| baixa \| | T:titular, S:surt, E:entra, ES:entra i surt, PJ:partits jugats, GM:gols marcats, GE:gols encaixats, TG:targetes grogues, TV:targetes vermelles \| groga \| groga + groga \| groga + vermella \| vermella \| sanció \| lesió \| baixa \| | T:titular, S:surt, E:entra, ES:entra i surt, PJ:partits jugats, GM:gols marcats, GE:gols encaixats, TG:targetes grogues, TV:targetes vermelles \| groga \| groga + groga \| groga + vermella \| vermella \| sanció \| lesió \| baixa \| | T:titular, S:surt, E:entra, ES:entra i surt, PJ:partits jugats, GM:gols marcats, GE:gols encaixats, TG:targetes grogues, TV:targetes vermelles \| groga \| groga + groga \| groga + vermella \| vermella \| sanció \| lesió \| baixa \| | T:titular, S:surt, E:entra, ES:entra i surt, PJ:partits jugats, GM:gols marcats, GE:gols encaixats, TG:targetes grogues, TV:targetes vermelles \| groga \| groga + groga \| groga + vermella \| vermella \| sanció \| lesió \| baixa \| | T:titular, S:surt, E:entra, ES:entra i surt, PJ:partits jugats, GM:gols marcats, GE:gols encaixats, TG:targetes grogues, TV:targetes vermelles \| groga \| groga + groga \| groga + vermella \| vermella \| sanció \| lesió \| baixa \| | T:titular, S:surt, E:entra, ES:entra i surt, PJ:partits jugats, GM:gols marcats, GE:gols encaixats, TG:targetes grogues, TV:targetes vermelles \| groga \| groga + groga \| groga + vermella \| vermella \| sanció \| lesió \| baixa \| | T:titular, S:surt, E:entra, ES:entra i surt, PJ:partits jugats, GM:gols marcats, GE:gols encaixats, TG:targetes grogues, TV:targetes vermelles \| groga \| groga + groga \| groga + vermella \| vermella \| sanció \| lesió \| baixa \| | Per sanció      |                 |    |    |     |    |
| T:titular, S:surt, E:entra, ES:entra i surt, PJ:partits jugats, GM:gols marcats, GE:gols encaixats, TG:targetes grogues, TV:targetes vermelles \| groga \| groga + groga \| groga + vermella \| vermella \| sanció \| lesió \| baixa \| | T:titular, S:surt, E:entra, ES:entra i surt, PJ:partits jugats, GM:gols marcats, GE:gols encaixats, TG:targetes grogues, TV:targetes vermelles \| groga \| groga + groga \| groga + vermella \| vermella \| sanció \| lesió \| baixa \| | T:titular, S:surt, E:entra, ES:entra i surt, PJ:partits jugats, GM:gols marcats, GE:gols encaixats, TG:targetes grogues, TV:targetes vermelles \| groga \| groga + groga \| groga + vermella \| vermella \| sanció \| lesió \| baixa \| | T:titular, S:surt, E:entra, ES:entra i surt, PJ:partits jugats, GM:gols marcats, GE:gols encaixats, TG:targetes grogues, TV:targetes vermelles \| groga \| groga + groga \| groga + vermella \| vermella \| sanció \| lesió \| baixa \| | T:titular, S:surt, E:entra, ES:entra i surt, PJ:partits jugats, GM:gols marcats, GE:gols encaixats, TG:targetes grogues, TV:targetes vermelles \| groga \| groga + groga \| groga + vermella \| vermella \| sanció \| lesió \| baixa \| | T:titular, S:surt, E:entra, ES:entra i surt, PJ:partits jugats, GM:gols marcats, GE:gols encaixats, TG:targetes grogues, TV:targetes vermelles \| groga \| groga + groga \| groga + vermella \| vermella \| sanció \| lesió \| baixa \| | T:titular, S:surt, E:entra, ES:entra i surt, PJ:partits jugats, GM:gols marcats, GE:gols encaixats, TG:targetes grogues, TV:targetes vermelles \| groga \| groga + groga \| groga + vermella \| vermella \| sanció \| lesió \| baixa \| | T:titular, S:surt, E:entra, ES:entra i surt, PJ:partits jugats, GM:gols marcats, GE:gols encaixats, TG:targetes grogues, TV:targetes vermelles \| groga \| groga + groga \| groga + vermella \| vermella \| sanció \| lesió \| baixa \| | T:titular, S:surt, E:entra, ES:entra i surt, PJ:partits jugats, GM:gols marcats, GE:gols encaixats, TG:targetes grogues, TV:targetes vermelles \| groga \| groga + groga \| groga + vermella \| vermella \| sanció \| lesió \| baixa \| | T:titular, S:surt, E:entra, ES:entra i surt, PJ:partits jugats, GM:gols marcats, GE:gols encaixats, TG:targetes grogues, TV:targetes vermelles \| groga \| groga + groga \| groga + vermella \| vermella \| sanció \| lesió \| baixa \| | T:titular, S:surt, E:entra, ES:entra i surt, PJ:partits jugats, GM:gols marcats, GE:gols encaixats, TG:targetes grogues, TV:targetes vermelles \| groga \| groga + groga \| groga + vermella \| vermella \| sanció \| lesió \| baixa \| | T:titular, S:surt, E:entra, ES:entra i surt, PJ:partits jugats, GM:gols marcats, GE:gols encaixats, TG:targetes grogues, TV:targetes vermelles \| groga \| groga + groga \| groga + vermella \| vermella \| sanció \| lesió \| baixa \| | T:titular, S:surt, E:entra, ES:entra i surt, PJ:partits jugats, GM:gols marcats, GE:gols encaixats, TG:targetes grogues, TV:targetes vermelles \| groga \| groga + groga \| groga + vermella \| vermella \| sanció \| lesió \| baixa \| | T:titular, S:surt, E:entra, ES:entra i surt, PJ:partits jugats, GM:gols marcats, GE:gols encaixats, TG:targetes grogues, TV:targetes vermelles \| groga \| groga + groga \| groga + vermella \| vermella \| sanció \| lesió \| baixa \| | T:titular, S:surt, E:entra, ES:entra i surt, PJ:partits jugats, GM:gols marcats, GE:gols encaixats, TG:targetes grogues, TV:targetes vermelles \| groga \| groga + groga \| groga + vermella \| vermella \| sanció \| lesió \| baixa \| | T:titular, S:surt, E:entra, ES:entra i surt, PJ:partits jugats, GM:gols marcats, GE:gols encaixats, TG:targetes grogues, TV:targetes vermelles \| groga \| groga + groga \| groga + vermella \| vermella \| sanció \| lesió \| baixa \| | T:titular, S:surt, E:entra, ES:entra i surt, PJ:partits jugats, GM:gols marcats, GE:gols encaixats, TG:targetes grogues, TV:targetes vermelles \| groga \| groga + groga \| groga + vermella \| vermella \| sanció \| lesió \| baixa \| | T:titular, S:surt, E:entra, ES:entra i surt, PJ:partits jugats, GM:gols marcats, GE:gols encaixats, TG:targetes grogues, TV:targetes vermelles \| groga \| groga + groga \| groga + vermella \| vermella \| sanció \| lesió \| baixa \| | T:titular, S:surt, E:entra, ES:entra i surt, PJ:partits jugats, GM:gols marcats, GE:gols encaixats, TG:targetes grogues, TV:targetes vermelles \| groga \| groga + groga \| groga + vermella \| vermella \| sanció \| lesió \| baixa \| | T:titular, S:surt, E:entra, ES:entra i surt, PJ:partits jugats, GM:gols marcats, GE:gols encaixats, TG:targetes grogues, TV:targetes vermelles \| groga \| groga + groga \| groga + vermella \| vermella \| sanció \| lesió \| baixa \| | T:titular, S:surt, E:entra, ES:entra i surt, PJ:partits jugats, GM:gols marcats, GE:gols encaixats, TG:targetes grogues, TV:targetes vermelles \| groga \| groga + groga \| groga + vermella \| vermella \| sanció \| lesió \| baixa \| | T:titular, S:surt, E:entra, ES:entra i surt, PJ:partits jugats, GM:gols marcats, GE:gols encaixats, TG:targetes grogues, TV:targetes vermelles \| groga \| groga + groga \| groga + vermella \| vermella \| sanció \| lesió \| baixa \| | T:titular, S:surt, E:entra, ES:entra i surt, PJ:partits jugats, GM:gols marcats, GE:gols encaixats, TG:targetes grogues, TV:targetes vermelles \| groga \| groga + groga \| groga + vermella \| vermella \| sanció \| lesió \| baixa \| | T:titular, S:surt, E:entra, ES:entra i surt, PJ:partits jugats, GM:gols marcats, GE:gols encaixats, TG:targetes grogues, TV:targetes vermelles \| groga \| groga + groga \| groga + vermella \| vermella \| sanció \| lesió \| baixa \| | T:titular, S:surt, E:entra, ES:entra i surt, PJ:partits jugats, GM:gols marcats, GE:gols encaixats, TG:targetes grogues, TV:targetes vermelles \| groga \| groga + groga \| groga + vermella \| vermella \| sanció \| lesió \| baixa \| | T:titular, S:surt, E:entra, ES:entra i surt, PJ:partits jugats, GM:gols marcats, GE:gols encaixats, TG:targetes grogues, TV:targetes vermelles \| groga \| groga + groga \| groga + vermella \| vermella \| sanció \| lesió \| baixa \| | T:titular, S:surt, E:entra, ES:entra i surt, PJ:partits jugats, GM:gols marcats, GE:gols encaixats, TG:targetes grogues, TV:targetes vermelles \| groga \| groga + groga \| groga + vermella \| vermella \| sanció \| lesió \| baixa \| | T:titular, S:surt, E:entra, ES:entra i surt, PJ:partits jugats, GM:gols marcats, GE:gols encaixats, TG:targetes grogues, TV:targetes vermelles \| groga \| groga + groga \| groga + vermella \| vermella \| sanció \| lesió \| baixa \| | T:titular, S:surt, E:entra, ES:entra i surt, PJ:partits jugats, GM:gols marcats, GE:gols encaixats, TG:targetes grogues, TV:targetes vermelles \| groga \| groga + groga \| groga + vermella \| vermella \| sanció \| lesió \| baixa \| | T:titular, S:surt, E:entra, ES:entra i surt, PJ:partits jugats, GM:gols marcats, GE:gols encaixats, TG:targetes grogues, TV:targetes vermelles \| groga \| groga + groga \| groga + vermella \| vermella \| sanció \| lesió \| baixa \| | T:titular, S:surt, E:entra, ES:entra i surt, PJ:partits jugats, GM:gols marcats, GE:gols encaixats, TG:targetes grogues, TV:targetes vermelles \| groga \| groga + groga \| groga + vermella \| vermella \| sanció \| lesió \| baixa \| | T:titular, S:surt, E:entra, ES:entra i surt, PJ:partits jugats, GM:gols marcats, GE:gols encaixats, TG:targetes grogues, TV:targetes vermelles \| groga \| groga + groga \| groga + vermella \| vermella \| sanció \| lesió \| baixa \| | T:titular, S:surt, E:entra, ES:entra i surt, PJ:partits jugats, GM:gols marcats, GE:gols encaixats, TG:targetes grogues, TV:targetes vermelles \| groga \| groga + groga \| groga + vermella \| vermella \| sanció \| lesió \| baixa \| | T:titular, S:surt, E:entra, ES:entra i surt, PJ:partits jugats, GM:gols marcats, GE:gols encaixats, TG:targetes grogues, TV:targetes vermelles \| groga \| groga + groga \| groga + vermella \| vermella \| sanció \| lesió \| baixa \| | T:titular, S:surt, E:entra, ES:entra i surt, PJ:partits jugats, GM:gols marcats, GE:gols encaixats, TG:targetes grogues, TV:targetes vermelles \| groga \| groga + groga \| groga + vermella \| vermella \| sanció \| lesió \| baixa \| | Totals          | Totals          | 60 | 48 | 136 | 12 |
| groga | groga + groga | groga + vermella | vermella | sanció | lesió | baixa | | | | | | | | | | | | | | | | | | | | | | | | | | | | |                 |                 |    |    |     |    |

## Resultats i classificacions
| Amistosos |

| 15 agost 2013 | Cerdanyola del Vallès FC                                                                              | 1 – 3                                             | EC Granollers | Cerdanyola del Vallès                                                               |  |
| 19:00         | Hassen 66' · Erik · Gerard, Marc, Mañosa, Francis · Bruno, Cuadras, Montilla · Hassen, Quim, Velillas | Mundo Deportivo Sport EC Granollers Cerdanyola FC | 18' 20' Masip · 88' (p.) David García Fuentes · Mamadou, Durán, Bellavista, Font · Oriol Vila, Jandro · Ivan García, Edu Cosme, Uri Sala · Masip | La Bòbila · Nicolás Moreno · José Antonio Fernández Morillo · Javier Martín Varas · |  |

| 18 agost 2013 | FC Palau | 1 – 2                         | EC Granollers | Palau-solità i Plegamans                |  |
| 19:00         | Xavi Martín 89' · Cesc · Sergio Fernández, Dani, Xavi Martín, Fredi · Jordi, Sergi, Moscoso, Vila · Morillo, Sergio Pandillos | Mundo Deportivo EC Granollers | 63' Masip · 73' Sierra Cañadas · Mamadou, Durán, Jorge, David García · Jandro, Seydi · Ivan García, Edu Cosme, Uri Sala · Masip | Municipal · Marcos Fernández Quintero · |  |

| 21 agost 2013 | EC Granollers | 1 – 2                         | CF Damm                                                                                               | Granollers                       |  |
| 19:30         | Masip 54' Cañadas · Mamadou, Durán, Bellavista, Font · Oriol Vila, Jandro · Ivan García, Edu Cosme, Àlex Gil · Sierra | Mundo Deportivo EC Granollers | 20' 30' Navarro Tito · Navarro, Mas, Víctor, Guillem · Mateo, Èric, Fortià, Doncel · Joel, Juan Pablo | Carrer Girona · Antonio Medina · |  |

| 25 agost 2013 | CE Mataró | 1 – 3                           | EC Granollers | Mataró                                         |  |
| 18:00         | Nevado 82' · Pedro · Willy, Koke, Baba, Luisito · Víctor Hernández, Parri · Cristian, Aranyó, Cobo, Marc Ariño | EC Granollers CE Mataró Capgròs | 15' Edu Cosme · 39' Uri Sala · 83' Èric Fuentes · Pinadella, Durán, David García, Font · Oriol Vila, Seydi · Àlex Gil, Edu Cosme, Uri Sala · Masip | Passeig Carles Pedrós · Xavier Calvo Arandés · |  |

| 30 agost 2013                   | CE Llinars                                                                                     | 0 – 2         | EC Granollers | Granollers                              |  |
| 19:30 III Històrics V. Oriental | Díaz Núñez, David, Marc Espinosa, Espinosa José Manuel, Rubén, Ceballos, Perales Sergi, Ferran | EC Granollers | 36' 43' Sierra Cañadas · Pinadella, Durán, Gerard García, Font · Seydi, David Matito · Mamadou, Àlex Gil, Èric · Sierra | Carrer Girona · Manel Camacho Escribá · |  |

| 30 agost 2013                   | FC Cardedeu | 1 – 2         | EC Granollers | Granollers                              |  |
| 21:30 III Històrics V. Oriental | Beltran 27' Matamala · Forcada, Romo, David Suárez, Salva Carreras · Carreño, Mariano, Uri, Germán · Beltran, Carlos López | EC Granollers | 37' 44' Uri Sala Fuentes · Pinadella, Durán, David García, Font · Seydi, David Matito · Jandro, Àlex Gil, Èric · Uri Sala | Carrer Girona · Manel Camacho Escribá · |  |

| 1 setembre 2013                 | EC Granollers | 7 – 0         | CF Vilamajor                                                                 | Granollers                              |  |
| 19:00 III Històrics V. Oriental | Àlex Gil 14' · Uri Sala 16' · Ivan García 34' · David Matito 35' · Èric 49' · Sierra 50' · David García 68' (p.) Fuentes · Pinadella, Durán, David García, Font · Oriol Vila, David Matito · Jandro, Àlex Gil, Ivan García · Uri Sala | EC Granollers | Manolas Martí, Iván, Pepe, Espinosa Genís, Lander, Miki, Jordi Sergi, Miguel | Carrer Girona · Manel Camacho Escribá · |  |

| 10 octubre 2013                                    | EC Granollers                                                                                           | 0 – 2                                                            | Selecció Catalana Amateur                                                                                                 | Granollers                                                                                              |  |
| 20:30 Homenatge a Àlex Delmàs Partit del Centenari | Cañadas Mamadou, Pinadella, Charcos, Font Gerard García, David Matito Àlex Gil, Delmàs, Èric Diego Novo | Mundo Deportivo L'Esportiu EC Granollers CE Europa Carrussel FCF | 22' Guzmán · 67' (p.) Uri Segovia · Joel, Cano, Amantini, Munta · David Jiménez, Guzmán, Putxi · Cristino, Quim, Velillas | Carrer Girona · 200 espectadors · Pau García Fuster · Bruno Montoro Ferreiro · Cristian Barceló Gómez · |  |

| 5 gener 2014 | FC Sant Quirze | 3 – 1 | EC Granollers | Sant Quirze del Vallès |  |
| 12:00        |                |       |               | Municipal ·            |  |

| Primera Catalana |

| 8 setembre 2013 | UE La Jonquera                                                                                               | 1 – 0 | EC Granollers                                                                                             | La Jonquera                                                                                          |  |
| 17:00 Jornada 1 | Mamau 44' Gallego · Varese, Jesús Jiménez, Dani O, Toni Rosell · Mamau, Amós · Karim, Massegú, Lolo · Robert | Mundo Deportivo Sport El 9 Esportiu Diari de Girona Empordà Hora Nova EC Granollers UE La Jonquera Acta FCF | Cañadas Pinadella, Bellavista, David García, Font Oriol Vila, Jandro Èric, Àlex Gil, Ivan García Uri Sala | Les Forques · 250 espectadors · Marc Padrós Baciero · Antonio Pinzano Rodríguez · Joan Iniesta Amo · |  |

| 15 setembre 2013 | EC Granollers | 3 – 4                                                                                        | Girona FC B | Granollers |  |
| 12:00 Jornada 2  | Ivan García 01' 33' · Àlex Gil 45' · Cañadas · Pinadella, Gerard García, David García, Font · Oriol Vila, Jandro · Edu Cosme, Àlex Gil, Ivan García · Masip | Mundo Deportivo Sport El 9 Esportiu Diari de Girona Empordà Hora Nova EC Granollers Acta FCF | 21' (p.) Gumbau · 28' Serramitja · 80' Litus · 89' Eloi Nil · Bigas, Rovirola, Pau, Sergi Romero · Herrera, Joan Pons · Gumbau, Serramitja, Coris · Arjona | Carrer Girona · 200 espectadors · César García Peñacoba · Carlos Varela Irimia · Zohair Lazar Bakkali Oueld Chaib · |  |

| 22 setembre 2013 | CD Banyoles                                                                                                | 1 – 1                                                                                        | EC Granollers | Banyoles |  |
| 17:00 Jornada 3  | 70' (p.) Coro Moreno · Uri Pla, Vilà, Banal, Pau Teixidor · Nierga, Pagès · Ignasi, Coro, Bayot · Casanova | Mundo Deportivo Sport El 9 Esportiu Diari de Girona Empordà Hora Nova EC Granollers Acta FCF | 07' (p.) Oriol Vila Fuentes · Pinadella, Durán, David García, Font · Oriol Vila, Jandro · Edu Cosme, Uri Sala, Ivan García · Masip | Nou Estadi · 200 espectadors · Bruno Montoro Ferreiro · Joan Ignasi Ros Martínez · Gerard Farràs González · |  |

| 28 setembre 2013 | EC Granollers | 4 – 0                                                                   | UE Avià                                                                                | Granollers                                                                                              |  |
| 16:00 Jornada 4  | Masip 20' 56' · Diego Novo 71' · David García 89' (p.) Fuentes · Pinadella, Durán, David García, Font · Gerard García, Jandro · Àlex Gil, Masip, Ivan García · Edu Cosme | Mundo Deportivo Sport El 9 Esportiu Regió 7 EC Granollers VOTV Acta FCF | Marc Coll Pol, Lorca, David Sánchez, Torres Revilla, Gigi Álex, Salla, Nugui Domínguez | Carrer Girona · 300 espectadors · Gonzalo Romero Freixas · José Luis Torres Corpa · Marc Bigordà Prió · |  |

| 6 octubre 2013  | CF Unificació Llefià                                                                                             | 1 – 3                                                      | EC Granollers | Llefià, Badalona                                                         |  |
| 12:00 Jornada 5 | 38' (p.) Azañón · Leo · José María, Torres, Rodri, Monti · Peque, Dani Santos, Azañón, Rubén · Paco Ramos, Parra | Mundo Deportivo Sport El 9 Esportiu EC Granollers Acta FCF | 61' 73' Masip · 68' Diego Novo Cañadas · Pinadella, Durán, David García, Font · Oriol Vila, Jandro · Àlex Gil, Uri Sala, Ivan García · Masip | Municipal · Aleix Roig Antoja · Jordi Fullà Planas · Dídac Molina Peig · |  |

| 13 octubre 2013 | EC Granollers                                                                                                  | 0 – 2                                                                | CD Montcada | Granollers |  |
| 12:00 Jornada 6 | Cañadas Pinadella, Gerard García, David García, Font Oriol Vila, Jandro Àlex Gil, Edu Cosme, Ivan García Masip | Mundo Deportivo Sport El 9 Esportiu laveu.cat EC Granollers Acta FCF | 56' Uri Vila · 89' (p.) Alliaume Adrià Buetas · Carmona, Álex, Óscar Romero, Pablo Leal · Xavi Lordán, Uri Vila, Marcel · Norbert, Hospital, Gascón | Carrer Girona · 200 espectadors · Miguel Emeterio Martínez Baena · Sergi Pérez Peralta · Sergio Alegre López · |  |

| 20 octubre 2013 | CE Vilassar de Dalt | 2 – 2                                                | EC Granollers | Vilassar de Dalt                                                                          |  |
| 12:00 Jornada 7 | Rodri 23' · Toni Martín 80' Marc Chueca · Yustos, Marcel, Nil Victòria, Kiku Parcerisas · Larbi, Toni Martín, Yassin, Uri · Rodri, Torrent | Mundo Deportivo El 9 Esportiu EC Granollers Acta FCF | 13' Jandro · 53' Diego Novo Fuentes · Mamadou, Durán, Bellavista, Font · Oriol Vila, David Matito · Àlex Gil, Jandro, Edu Cosme · Diego Novo | Vallmorena · Israel García Membrive · Ramon Maria Brustenga Vila · Sergio Jiménez Gordo · |  |

| 27 octubre 2013 | EC Granollers | 2 – 0                                  | CE Júpiter                                                                      | Granollers                                                                                                   |  |
| 12:00 Jornada 8 | Masip 25' · David Matito 84' Fuentes · Pinadella, Durán, Bellavista, David García · Àlex Gil, Oriol Vila, Jandro, Edu Cosme · Diego Novo, Masip | Mundo Deportivo EC Granollers Acta FCF | Sergio Rubén, Isra, Masa, Poche Carles, Gatell Cristian, Gueri, Pereira Elhadji | Carrer Girona · 300 espectadors · Sergi Carrero Romera · Adrià de la Fuente Domingo · Javier López Indiano · |  |

| 3 novembre 2013 | CF Mollet UE                                                                           | 0 – 2                                                    | EC Granollers | Mollet del Vallès                                                                                             |  |
| 12:00 Jornada 9 | Asier Arroyo, Donoso, Maxime, Mur Mario, Suárez, Dani Ortega Dani Arqués Romero, Rubén | Mundo Deportivo EC Granollers CF Mollet UE VOTV Acta FCF | 67' (p.) Oriol Vila · 71' Diego Novo Cañadas · Pinadella, Durán, Bellavista, Font · Àlex Gil, Oriol Vila, Jandro, Edu Cosme · Diego Novo, Masip | Germans Gonzalvo · 300 espectadors · Juan Carlos Blasco Pastor · Adrià Valls Sánchez · Daniel García Erenas · |  |

| 10 novembre 2013 | EC Granollers | 2 – 2                                  | CE Sabadell FC B | Granollers                                                                                                |  |
| 12:00 Jornada 10 | Àlex Gil 36' · Diego Novo 65' Cañadas · Pinadella, Durán, Bellavista, Font · Àlex Gil, Oriol Vila, Jandro, Edu Cosme · Diego Novo, Masip | Mundo Deportivo EC Granollers Acta FCF | 57' Edu Ranchal · 89' Estrada Tienda · Villaronga, Adrià, Albert, Noguera · Buba, Agus, Aleix, Edu Ranchal · Marc, Roldán | Carrer Girona · 250 espectadors · Joel Gurrera Farnós · Meritxell Bernal Salvat · Marta Galego Salguero · |  |

| 16 novembre 2013 | CF Lloret                                                                                                 | 1 – 3                                            | EC Granollers | Lloret de Mar                                                                                                   |  |
| 16:00 Jornada 11 | Bader 40' · Gianni · Sergio, Jordi Valls, Riky, Dani Rivas · Ángel, Pol Gómez, Chamizo, Agi · Peke, Bader | Mundo Deportivo EC Granollers CF Lloret Acta FCF | 18' 74' Diego Novo · 33' Font Cañadas · Pinadella, Durán, Sergi Valls, Font · Edu Cosme, Oriol Vila, Jandro, David Matito · Diego Novo, Masip | Municipal · 300 espectadors · Antonio Montes Rodríguez · Lluís Ballonga Xaver · Arnau Joan González Fernández · |  |

| 24 novembre 2013 | EC Granollers | 0 – 0                                  | AD Guíxols | Granollers                                                                               |  |
| 12:00 Jornada 12 | Cañadas Pinadella, Durán, Sergi Valls, Font Oriol Vila, David Matito Ivan García, Uri Sala, David García Diego Novo | Mundo Deportivo EC Granollers Acta FCF | Dani Castilla Chicho, Tena, Jordi Alsina, Callicó Santamaría, Pau Menéndez, Pajares, Mancheño Medina, Aitor García | Carrer Girona · Jesús Martínez Navarro · Joan Ignasi Ros Martínez · Jordi Esteve Vacas · |  |

| 1 desembre 2013  | CF Peralada | 3 – 0                                  | EC Granollers                                                                                             | Peralada                                                                          |  |
| 17:00 Jornada 13 | Àxel 21' 25' 34' · Jaume Duran 81' (p.) Montero · Marc Vilà, Alforcea, Pastor, Mate · Chacón, Gálvez, Tidiane, Sergio García · Àxel, Cruz | Mundo Deportivo EC Granollers Acta FCF | Cañadas Sergi Valls, Durán, Bellavista, Font Edu Cosme, Oriol Vila, Jandro, Ivan García Diego Novo, Masip | Municipal · Jordi José Barrera · Guillem Mensa Moncunill · Javier López Indiano · |  |

| 15 desembre 2013 | EC Granollers | 1 – 3                                         | CE Canyelles                                                                                            | Granollers                                                                                                |  |
| 12:45 Jornada 14 | Masip 84' (p.) · Cañadas · Pinadella, Sergi Valls, Bellavista, David García · Àlex Gil, Oriol Vila, Jandro, David Matito · Diego Novo, Masip | Mundo Deportivo GolCat EC Granollers Acta FCF | 36' 50' Tony · 75' Kañi Porcar · Robert, Raúl, Andrés, Dani · Isaco, Adri, Fortuny, Rubi · Tony, Silver | Carrer Girona · 500 espectadors · Enric Ponsatí Clavaguera · Gerard Nierga Gelabert · Jordi Ribas Serra · |  |

| 22 desembre 2013 | CP San Cristóbal                                                                          | 0 – 6                                                   | EC Granollers | Ca n'Anglada, Terrassa                                                                  |  |
| 11:00 Jornada 15 | Francis Faty, Rubén Catalán, Álex Gómez, Marc Manolo, Arjona, Ibra, Pinilla Néstor, Borja | Mundo Deportivo EC Granollers Terrassa Digital Acta FCF | 22' David Matito · 23' Àlex Gil · 39' 47' 69' Masip · 63' Diego Novo Cañadas · Pinadella, Durán, Sergi Valls, Font · Àlex Gil, Oriol Vila, Jandro, David Matito · Diego Novo, Masip | Municipal · Jonathan Miguel Teruel · Óscar Peregrina Garcerán · Joan Aragonés Casares · |  |

| 11 gener 2014    | CE Farners | 0 – 1                                  | EC Granollers | Santa Coloma de Farners                                                             |  |
| 16:00 Jornada 16 | Carles Blanquera Robin, Toni Güell, Pitu Riart, Joel Fajardo, Negre, Miquel Criado, Almendros José Martínez, Riki Solà | Mundo Deportivo EC Granollers Acta FCF | 35' Masip Cañadas · Pinadella, Durán, Sergi Valls, David García · Àlex Gil, Oriol Vila, Jandro, David Matito · Diego Novo, Masip | Municipal · Daniel Galera Serrano · Kilian González Corona · David Herrera Vargas · |  |

| 19 gener 2014    | EC Granollers | 2 – 1                                       | UE Vic | Granollers |  |
| 12:35 Jornada 17 | David Matito 11' · Uri Sala 92' Cañadas · Sergi Valls, Durán, Bellavista, David García · Ivan García, Oriol Vila, Jandro, David Matito · Diego Novo, Masip | Mundo Deportivo EC Granollers VOTV Acta FCF | 59' Puigdesens · Franc · Ramonet, Jordi Pla, Roquet, Aleix Béjar · Barnils, Peque · Serra, Bauli, Puigdesens · Segalés | Carrer Girona · 100 espectadors · Edwar Miguel Gonzales Moreno · Carlos Eduardo Sidoine Farfán · Alejandro Carrillo Vílchez · |  |

| 26 gener 2014    | EC Granollers | 5 – 2                                                 | UE La Jonquera | Granollers                                                                                                |  |
| 12:00 Jornada 18 | Bellavista 14' · Diego Novo 18' · Jandro 31' · Masip 79' (p.) 89' (p.) Cañadas · Sergi Valls, Durán, Bellavista, David García · Edu Cosme, David Matito, Jandro, Ivan García · Diego Novo, Masip | Mundo Deportivo EC Granollers UE La Jonquera Acta FCF | 09' Mamau · 22' Robert · Ricard López · Rojas, Jesús Jiménez, Dani O, Mabil · Mamau, Amós · Massegú, Toni Rosell, Eric Jacobs · Robert | Carrer Girona · 100 espectadors · Moisés Vizcarro Caparrós · Abdelaziz Ajdir Lanti · Melcior Fabre Vila · |  |

| 2 febrer 2014    | Girona FC B                                                                                  | 0 – 0                                  | EC Granollers                                                                                          | Vilablareix                                                                                 |  |
| 12:00 Jornada 19 | Andrés Vivi, Rovirola, Pau, Sergi Romero Herrera, Joan Pons Alexis, Serramitja, Dembo Arjona | Mundo Deportivo EC Granollers Acta FCF | Cañadas Pinadella, Durán, Bellavista, Font Àlex Gil, Oriol Vila, Jandro, David Matito Edu Cosme, Masip | Municipal · José Antonio Fernández Morillo · Xavier Calvo Arandes · Miquel Adrover García · |  |

| 9 febrer 2014    | EC Granollers | 3 – 0                                  | CD Banyoles                                                                          | Granollers                                                                           |  |
| 12:00 Jornada 20 | Masip 07' · Àlex Gil 43' · Edu Cosme 80' Cañadas · Pinadella, Durán, Sergi Valls, Font · Àlex Gil, Oriol Vila, Jandro, David Matito · Edu Cosme, Masip | Mundo Deportivo EC Granollers Acta FCF | Moreno Uri Pla, Vilà, Banal, Pau Teixidor Nierga, Gari Ignasi, Marc Feliu, Bayot Tià | Carrer Girona · Àlex Vidal Canal · David Franch Cabrerizo · Adrià Picazo Hernández · |  |

| 23 febrer 2013   | EC Granollers | 2 – 0                                  | CF Unificació Llefià                                                                           | Granollers                                                                                      |  |
| 12:00 Jornada 22 | Masip 12' · David Matito 21' Cañadas · Pinadella, Durán, Bellavista, Font · Àlex Gil, Oriol Vila, Jandro, David Matito · Edu Cosme, Masip | Mundo Deportivo EC Granollers Acta FCF | Guerrero Jose María, Dani Jares, Rodri, Rubén Isma Pons, Mejía, Jandro, Jordi Cristóbal, Édgar | Carrer Girona · 150 espectadors · Daniel López Jiménez · Karim Mansouri · Francesc Roca Molné · |  |

| 9 març 2013      | CD Montcada | 1 – 1                                            | EC Granollers | Montcada i Reixac                                                              |  |
| 12:00 Jornada 23 | Álex 53' (p.) Adri Buetas · Carmona, Cristian, Óscar Romero, Pablo Leal · Chipi, Uri Vila, Álex · Norbert, Pujante, Gascón | Mundo Deportivo laveu.cat EC Granollers Acta FCF | 85' Masip Cañadas · Pinadella, Durán, Cris, Font · Àlex Gil, Oriol Vila, Jandro, David Matito · Edu Cosme, Masip | La Ferreria · Brian Díaz Díaz · Kevin Pérez Asensio · José Luis Torres Corpa · |  |

| 16 març 2014     | EC Granollers | 3 – 0                                  | CE Vilassar de Dalt                                                                                        | Granollers                                                                                                 |  |
| 12:00 Jornada 24 | Jandro 62' · Diego Novo 73' 83' Cañadas · Pinadella, Durán, Cris, Font · Àlex Gil, Oriol Vila, Jandro, Ivan García · Uri Sala, Masip | Mundo Deportivo EC Granollers Acta FCF | Marc Chueca Yustos, Isma, Nil Victòria, Marc Reyes Cobo, Bruno, Kiku Parcerisas, Toni Martín Rodri, Yassin | Carrer Girona · 250 espectadors · Carlos López Buendía · Abdellah Khadraoui · Alejandro Cortés Rodríguez · |  |

| 23 març 2014     | CE Júpiter                                                                      | 0 – 1                                  | EC Granollers | Sant Martí de Provençals                                                            |  |
| 12:00 Jornada 25 | Gabri Jordi, Isra, Masa, Jimmy Serrano, Mechi Manolo Bueno, Gueri, Álex Elhadji | Mundo Deportivo EC Granollers Acta FCF | 18' Masip Cañadas · Sergi Valls, Durán, Cris, Font · Àlex Gil, Oriol Vila, Jandro, Edu Cosme · Diego Novo, Masip | La Verneda · Marc Padrós Baciero · Miguel Enríquez Expósito · Álvaro Tallón Silva · |  |

| 30 març 2014     | EC Granollers | 2 – 0                                               | CF Mollet UE                                                                                   | Granollers                                                                                             |  |
| 12:05 Jornada 26 | Oriol Vila 41' · Àlex Gil 67' Cañadas · Sergi Valls, Durán, Cris, Bellavista · Àlex Gil, Oriol Vila, Jandro, David Matito · Diego Novo, Masip | Mundo Deportivo EC Granollers CF Mollet UE Acta FCF | Joan Compte Arroyo, Dani Ortega, Álex Ruiz, Mur Mario, Suárez Mamadou, Carricondo, Hassen Babi | Carrer Girona · 400 espectadors · Juan Espinosa Díaz · Abdelaziz Ajdir Lanti · Iván Sánchez Morenate · |  |

| 6 abril 2014     | CE Sabadell FC B                                                                                               | 2 – 1                                  | EC Granollers | Ca n'Oriac, Sabadell                                                               |  |
| 12:00 Jornada 27 | Luque 55' · Albert 73' Tienda · Agustín, Adrià, Albert, Noguera · Buba, Burgos, Aleix, Luque · Estrada, Marçal | Mundo Deportivo EC Granollers Acta FCF | 60' Masip · Cañadas · Pinadella, Bellavista, Cris, Font · Àlex Gil, Oriol Vila, Jandro, Ivan García · Edu Cosme, Masip | Municipal · Áxel Marcelino Gracia · Adrià Picazo Hernández · Héctor Rosco Férriz · |  |

| 13 abril 2014    | EC Granollers | 1 – 2                                            | CF Lloret | Granollers                                                                                  |  |
| 12:00 Jornada 28 | Àlex Gil 18' Cañadas · Sergi Valls, Durán, Cris, Bellavista · Oriol Vila, Jandro · Àlex Gil, Seydi, Ivan García · Edu Cosme | Mundo Deportivo EC Granollers CF Lloret Acta FCF | 27' (p.) 61' (p.) Bader Gianni · Jordi Valls, Àlex Bertran, Marc Soler, Poderoso · Aparicio, Pol Gómez, Bader, Lobo · Peke, Agi | Carrer Girona · Marcos López Jiménez · Albert Riubrugent Expósito · Agustí Piñeyro Pecero · |  |

| 27 abril 2014    | AD Guíxols | 3 – 1                                  | EC Granollers | Sant Feliu de Guíxols                                                                             |  |
| 17:00 Jornada 29 | Carlos Gómez 11' (p.) 65' · Sosseh 78' Dani Castilla · Moha, Tena, Jordi Alsina, Callicó · Pau Menéndez, Garrido, Musa · Aitor García, Carlos Gómez, Sosseh | Mundo Deportivo EC Granollers Acta FCF | 53' (p.) Masip · Cañadas · Sergi Valls, Durán, Bellavista, Font · Ivan García, Cris, Jandro, David Matito · Edu Cosme, Masip | Josep Sunyer i Arxer · Sergi Carrero Romera · Adrià de la Fuente Domingo · Javier López Indiano · |  |

| 1 maig 2014      | UE Avià | 4 – 0                                  | EC Granollers                                                                                            | Avià |  |
| 17:00 Jornada 21 | Revilla 52' (p.) · Santa 55' · Nugui 69' · Trulls 86' Marc Coll · Pol, Gigi, David Sánchez, Boltor · Revilla, Enrich · Álex, Marcelo, Nugui · Santa | Mundo Deportivo EC Granollers Acta FCF | Cañadas Sergi Valls, Bellavista, Cris, Font Oriol Vila, David Matito Àlex Gil, Jandro, Ivan García Masip | Alfons Gonfaus · 250 espectadors · Isaac Rodríguez Ventura · Marc Claparols Fabri · Antoni López Madern · |  |

| 4 maig 2014      | EC Granollers | 2 – 2                                  | CF Peralada                                                                                               | Granollers                                                                            |  |
| 12:00 Jornada 30 | Oriol Vila 60' · Sergi Valls 87' Cañadas · Edu Cosme, Durán, Cris, Sergi Valls · Ivan García, Oriol Vila, Jandro, David Matito · Àlex Gil, Masip | Mundo Deportivo EC Granollers Acta FCF | 19' 67' Cruz · Montero · Elies, Alforcea, Pastor, Aleix · Chacón, Isma, Tidiane, Adrià Salas · Àxel, Cruz | Carrer Girona · Joan Ramon Rodríguez Abadal · Wilson Freire Lema · Òscar Serra Prat · |  |

| 11 maig 2014     | CE Canyelles                                                                                                   | 3 – 3                                  | EC Granollers | Canyelles (Nou Barris)                                                                  |  |
| 12:00 Jornada 31 | Kañi 04' (p.) 14' · Marín 49' · Joaquín · Jordi, Josué, Andrés, Dani · Isaco, Marín, Junior, Rubi · Tony, Kañi | Mundo Deportivo EC Granollers Acta FCF | 05' Àlex Gil · 17' Ivan García · 94' Bellavista Cañadas · Edu Cosme, Durán, Cris, Sergi Valls · Oriol Vila, Jandro · Ivan García, Àlex Gil, David Matito · Diego Novo | Municipal · Sergio Guijarro Álvarez · Kilian González Corona · David Guijarro Álvarez · |  |

| 18 maig 2014     | EC Granollers | 1 – 2                                  | CP San Cristóbal                                                                                            | Granollers                                                                              |  |
| 12:00 Jornada 32 | Lars 90' Joan Muñoz · Sergi Valls, Mas, Cris, Bellavista · Oriol Vila, Jandro · Mamadou, David Matito, Edu Cosme · Diego Novo | Mundo Deportivo EC Granollers Acta FCF | 26' 75' (p.) José Dani · Jaume, Álex Gómez, Marc, Andreu · José, Joan, Lucas, Dani Zaragoza · Manolo, Borja | Carrer Girona · Sergio Castro Sánchez · Enrique Arroyo Zapata · David Jiménez Sánchez · |  |

| 25 maig 2014     | EC Granollers | 1 – 4                                  | CE Farners | Granollers                                                                                  |  |
| 12:00 Jornada 33 | Jandro 60' · Cañadas · Pinadella, Bellavista, Cris, Font · Edu Cosme, Oriol Vila, Jandro, Ivan García · Cabe, Masip | Mundo Deportivo EC Granollers Acta FCF | 05' (p.) Pitu Riart · 30' Da Costa · 39' Fajardo · 56' José Martínez José · Funollet, Da Costa, Pitu Riart, Joel · Fajardo, Negre, Dot, Almendros · Quimo, Riki Solà | Carrer Girona · Santiago López Quintana · Carlos Varela Irmia · David Rodríguez Carballas · |  |

| 1 juny 2014      | UE Vic | 2 – 1                                  | EC Granollers | Vic                                                                              |  |
| 12:00 Jornada 34 | Bauli 49' · Puigdesens 93' Franc · Saus, Jordi Pla, Berrocal, Aleix Béjar · Tuneu, Peque · Couto, Bauli, Puigdesens · Segalés | Mundo Deportivo EC Granollers Acta FCF | 27' Edu Cosme · Cañadas · Pinadella, Sergi Valls, Bellavista, Font · Edu Cosme, Oriol Vila, Jandro, David Matito · Diego Novo, Masip | Municipal · Eduard Martín Pomés · Carlos Cabrera Vidal · Ionut Marian Petrariu · |  |

| Posició | J  | G  | E | P  | GF | GC | DG | Punts |
| ------- | -- | -- | - | -- | -- | -- | -- | ----- |
| 6è      | 34 | 14 | 8 | 12 | 60 | 48 | 12 | 50    |